# Mesterholdenes Europa Cup i håndbold 1974-75 (kvinder)
Mesterholdenes Europa Cup i håndbold 1974-75 for kvinder var den 15. udgave af Mesterholdenes Europa Cup i håndbold for kvinder. Turneringen havde deltagelse af 16 klubhold, der var blevet nationale mestre sæsonen forinden, og blev afviklet som en cupturnering, hvor alle opgørene til og med semifinalerne blev afviklet over to kampe, hvor holdene mødtes både ude og hjemme. Finalen blev afviklet som én kamp.
Turneringen blev vundet af Spartak Kijev fra Sovjetunionen, som i finalen i Zagreb besejrede Lokomotiva Zagreb fra Jugoslavien med 14-10. Det var det sovjetiske holds femte titel i turneringens historie – holdet havde tidligere vundet fire sæsoner i træk i sæsonerne 1969-70 til 1972-73. Lokomotiva Zagreb var til gengæld i finalen for første gang.
Danmarks repræsentant i turneringen var de danske mestre fra Frederiksberg IF, som blev slået ud i kvartfinalen, hvor holdet tabte til Lokomotiva Zagreb fra Jugoslavien.

## Resultater

### Ottendedelsfinaler
| Dato   | Dato   | Hjemmehold i 1. kamp | Udehold i 1. kamp     | Resultat | Resultat | Resultat |
| 1.kamp | 2.kamp | Hjemmehold i 1. kamp | Udehold i 1. kamp     | Samlet   | 1.kamp   | 2.kamp   |
| ------ | ------ | -------------------- | --------------------- | -------- | -------- | -------- |
| 12.11. | ?.11.  | Spartak Kijev        | Polisens IF           | 35–19    | 21-11    | 14-80    |
| ?      | 28.11. | Ruch Chorzów         | Medina Valencia       | 48–26    | 27-13    | 21-13    |
| ?      | ?      | IEFS Bucuresti       | Hapoel Ra'anana       | 49–90    | 28-40    | 21-50    |
| 12.11. | 26.11. | Mora Swift Roermond  | US d'Ivry             | 31–17    | 17-11    | 14-60    |
| ?      | ?      | CSKA Sofia           | ?                     | ?–?      | ?-?      | ?-?      |
| ?      | ?      | Vasas SC             | ?                     | ?–?      | ?-?      | ?-?      |
| ?      | ?      | Frederiksberg IF     | ?                     | ?–?      | ?-?      | ?-?      |
| ?.11.  | 24.11. | Lokomotiva Zagreb    | Union Admira Landhaus | 36–23    | 22-9     | 14-14    |

### Kvartfinaler
| Dato   | Dato   | Hjemmehold i 1. kamp | Udehold i 1. kamp   | Resultat | Resultat | Resultat |
| 1.kamp | 2.kamp | Hjemmehold i 1. kamp | Udehold i 1. kamp   | Samlet   | 1.kamp   | 2.kamp   |
| ------ | ------ | -------------------- | ------------------- | -------- | -------- | -------- |
| ?      | ?      | Spartak Kijev        | Ruch Chorzów        | 29–22    | 15-12    | 14-10    |
| 25.1.  | ?      | IEFS Bucuresti       | Mora Swift Roermond | 19–18    | 13-90    | 6-9      |
| 22.1.  | 29.1.  | Vasas SC             | CSKA Sofia          | 48–27    | 26-80    | 22-19    |
| ?      | 23.1.  | Lokomotiva Zagreb    | Frederiksberg IF    | 27–25    | 16-11    | 11-14    |

### Semifinaler
| Dato   | Dato   | Hjemmehold i 1. kamp | Udehold i 1. kamp | Resultat | Resultat | Resultat |
| 1.kamp | 2.kamp | Hjemmehold i 1. kamp | Udehold i 1. kamp | Samlet   | 1.kamp   | 2.kamp   |
| ------ | ------ | -------------------- | ----------------- | -------- | -------- | -------- |
| ?.2.   | ?.3.   | IEFS Bucuresti       | Spartak Kijev     | 19–27    | 11-11    | 08-16    |
| ?.2.   | ?.3.   | Lokomotiva Zagreb    | Vasas SC          | 27–25    | 16-11    | 11-14    |

### Finale
Finalen blev spillet i Zagreb i Jugoslavien.
| Dato | Vinder        | Finalist          | Res.  | Pause |
| ---- | ------------- | ----------------- | ----- | ----- |
| 6.4. | Spartak Kijev | Lokomotiva Zagreb | 14–10 | ?     |